# Iglesia de la Virgen del Camino
La Iglesia de la Virgen del Camino es una iglesia católica de estilo brutalista y funcionalista, ubicada en la ciudad española de Pontevedra, dedicada a la advocación de la Virgen del Camino.

## Historia

### Antecedentes
La advocación de la Virgen del Camino es muy antigua en la ciudad de Pontevedra. Con el auge del Camino de Santiago Portugués, se construyó una capilla en el siglo XIII dedicada a Nuestra Señora del Camino o la Virgen del Camino en las proximidades de la actual Glorieta de Compostela, en terrenos ocupados hoy en día por la calle Fray Juan de Navarrete.
La capilla dio nombre a un pequeño barrio llamado de la Virgen del Camino que se formó en sus inmediaciones. A principios del siglo XIX durante la ocupación francesa en la ciudad la capilla de Nuestra Señora del Camino fue arrasada por el fuego y por el robo de gran parte de su patrimonio. A finales de 1886 un ciclón tiró su torre y en mayo de 1936 la capilla de Nuestra Señora del Camino fue derribada por el ayuntamiento de Pontevedra, por su estado de ruina y porque interceptaba el tránsito en una vía pública considerada de gran importancia.

### La iglesia actual
El 9 de junio de 1961 el cardenal Quiroga Palacios creó la parroquia de la Virgen del Camino en Pontevedra para atender al gran crecimiento de la ciudad y en particular de su zona este. Fue así denominada por la relevancia de la devoción en Pontevedra a la Virgen del Camino y por la transcendencia de la antigua capilla de Nuestra Señora del Camino durante siglos en la ciudad, antes de su derribo.
La iglesia estuvo ubicada durante años en una construcción de planta baja en un solar de la calle Casimiro Gómez, muy cerca de la calle San Antoniño, situado en el barrio de A Eiriña en la parte trasera del antiguo cuartel de la Guardia Civil (que había abierto sus puertas en 1944) y delante de los bloques de viviendas edificadas en 1969 por la Caja de Ahorros Provincial de Pontevedra en la finca denominada dos Canos de Arriba. El 31 de mayo de 1986 se completó la construcción de la iglesia actual, diseñada por el arquitecto Francisco Taracido Fraga. En esta ampliación, la planta baja original fue remodelada e integrada en el nuevo diseño, al que se añadió la imponente planta principal superior, de estilo brutalista.

## Descripción

### Exterior
La iglesia de la Virgen del Camino es un destacado ejemplo de arquitectura brutalista que utiliza formas geométricas sólidas y hormigón visto, sin revestimientos ni decoraciones adicionales. Esta técnica enfatiza la textura y el color crudo del material, transmitiendo una sensación de autenticidad y austeridad. El diseño de la iglesia, que es también un paradigma de funcionalismo, se centra en la expresividad del material y la utilización de la luz natural, logrando un equilibrio funcional y estético. Ambos estilos comparten el principio de que la forma debe supeditarse a la función del edificio. El enfoque funcionalista se plasma en la planificación y distribución de espacios, mientras que los elementos visuales del brutalismo (como el uso de hormigón expuesto y formas masivas) se aplican a la estética general. La estructura principal se compone de formas geométricas masivas, bloques grandes y voluminosos,  que llaman la atención por su repetición y su robustez. Las ventanas en forma de óvalo y arco apuntado se repiten de forma rítmica en la fachada principal así como las vidrieras de las fachadas laterales, creando un patrón visual que resalta la simetría y la estructura modular típica del brutalismo. 

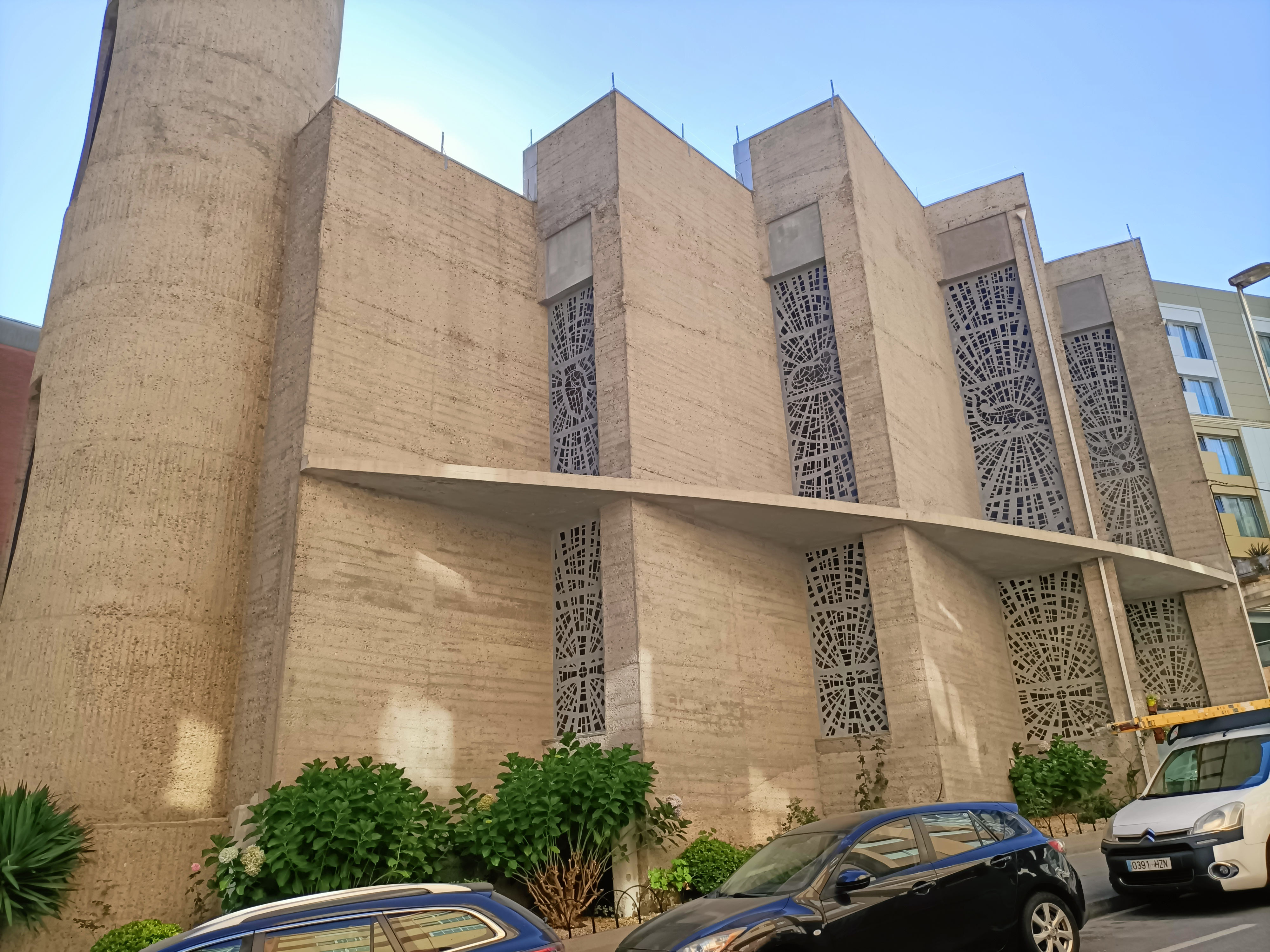
Vidrieras en celosía de la fachada lateral derecha.

El edificio se adapta a la pendiente del terreno con una planta principal que acoge la iglesia y un semisótano. La estructura presenta formas geométricas fuertes y simplificadas, así como elementos curvos en los vanos. El exterior de la iglesia se distingue por sus ventanas de formas geométricas singulares. El vidrio de las mismas está dispuesto en patrones que interactúan con la luz, creando efectos visuales dinámicos en el interior. Las ventanas y vitrales ubicados estratégicamente en las secciones radiales permiten una distribución efectiva de la luz natural. Destacan en los vanos los arcos de medio punto y los ligeramente apuntados en la fachada principal y en la lateral derecha y los rectángulos ovalados alargados en las dos torres que flanquean la entrada principal, con tres ventanas dispuestas verticalmente a lo largo de la torre derecha y una dispuesta horizontalmente en la parte inferior de la torre izquierda.
Las torres cilíndricas, además de su función estética y de iluminación, refuerzan el carácter monumental del edificio. La parte trasera de las torres está truncada, introduciendo una ruptura en la simetría convencional y aportando dinamismo al diseño. Este contraste visual complementa las formas curvas y completas del resto de la estructura.
El acceso principal a la iglesia se realiza mediante una escalera elevada de 22 peldaños que conduce a un pequeño atrio, separado del nivel de la calle. En un nivel inferior, otra entrada da acceso a otras dependencias en un semisótano. En las paredes de esta entrada inferior se encuentra un mural de la artista Lula Goce, inspirado en el arte paleocristiano. Este mural, que se extiende a lo largo de varios metros, presenta elementos florales y animales y culmina con una imagen de la Virgen, representando la Creación.
La planta de la iglesia tiene una forma que recuerda a una concha de vieira, con su contorno curvado y sus pliegues que simbolizan las estrías de la concha. Esta estructura refuerza su conexión simbólica con el Camino de Santiago y la Virgen que guía a los peregrinos.

### Interior

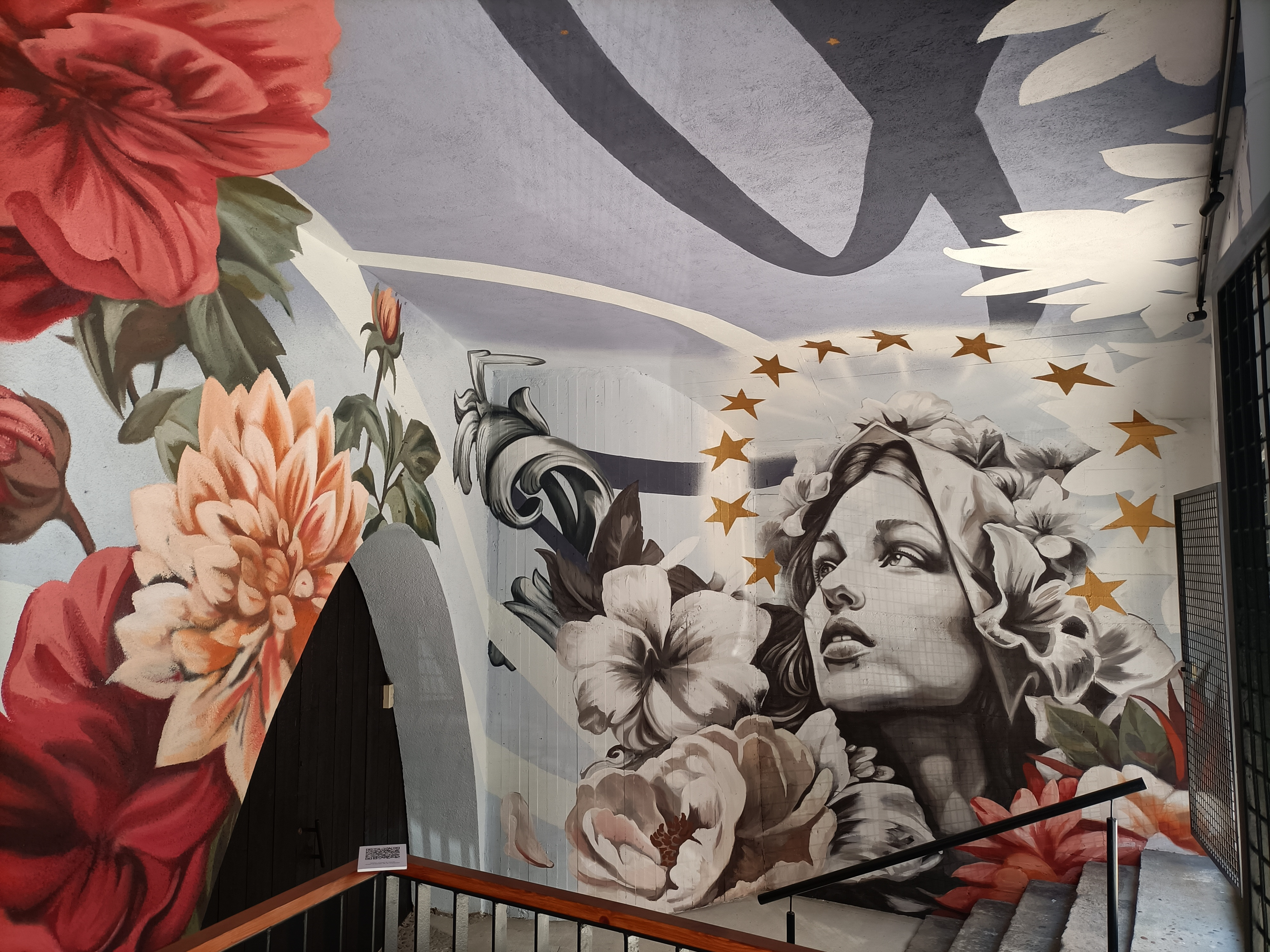
Vista parcial del mural La Creación de Lula Goce.

La nave principal de la iglesia es un espacio amplio y abierto, diseñado para enfatizar la espiritualidad y el culto a través de su simplicidad y funcionalidad. El interior, libre de excesos decorativos, utiliza madera en los bancos y otros elementos, creando un contraste cálido con el hormigón visto. Los bancos están dispuestos de manera que dirigen la atención hacia el altar, el cual se erige como el punto focal del espacio. La considerable altura del techo añade una dimensión vertical que eleva la mirada, fomentando una sensación de trascendencia.
El interior se adorna con vitrales con iconografía moderna que no solo permiten la entrada de luz natural, sino que también crean un ambiente colorido y acogedor. Estos vitrales están estratégicamente colocados en las paredes laterales dispuestos en un entramado de celosía y en la parte superior, permitiendo que la luz se filtre desde diferentes ángulos, generando patrones dinámicos de luz y sombra.
Los vanos de formas poco convencionales permiten la entrada controlada de luz natural, creando un ambiente que juega con sombras y luces, típico del brutalismo que busca efectos dramáticos y espirituales. Las ventanas altas y las ubicadas en la parte superior de las paredes permiten que entre una abundante cantidad de luz, iluminando uniformemente el espacio y destacando el altar y las áreas de culto. El Cristo colgado que preside el altar, crucificado sin cruz, es obra del escultor José Luis Penado.

## Galería de imágenes

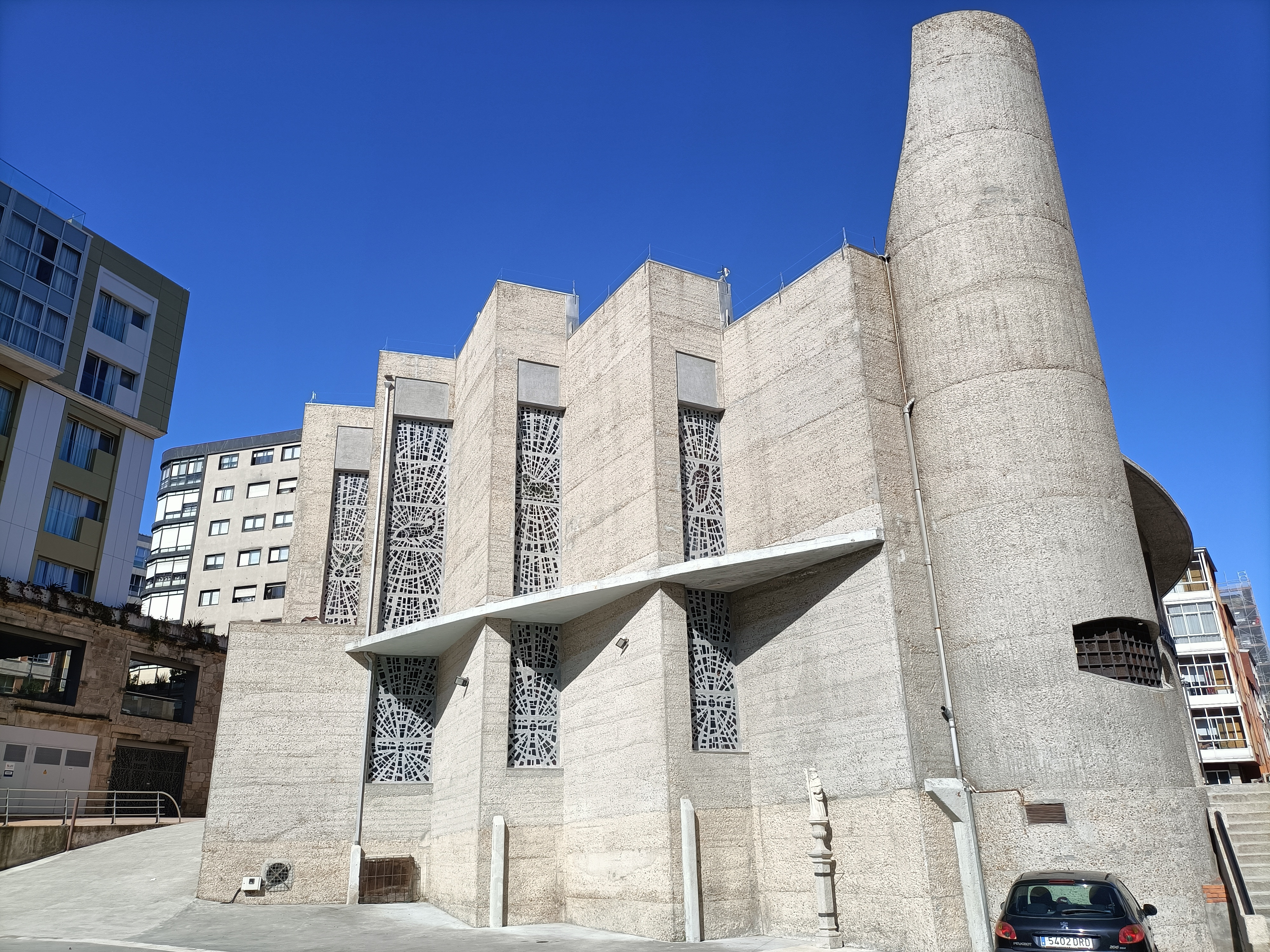
Fachada lateral izquierda
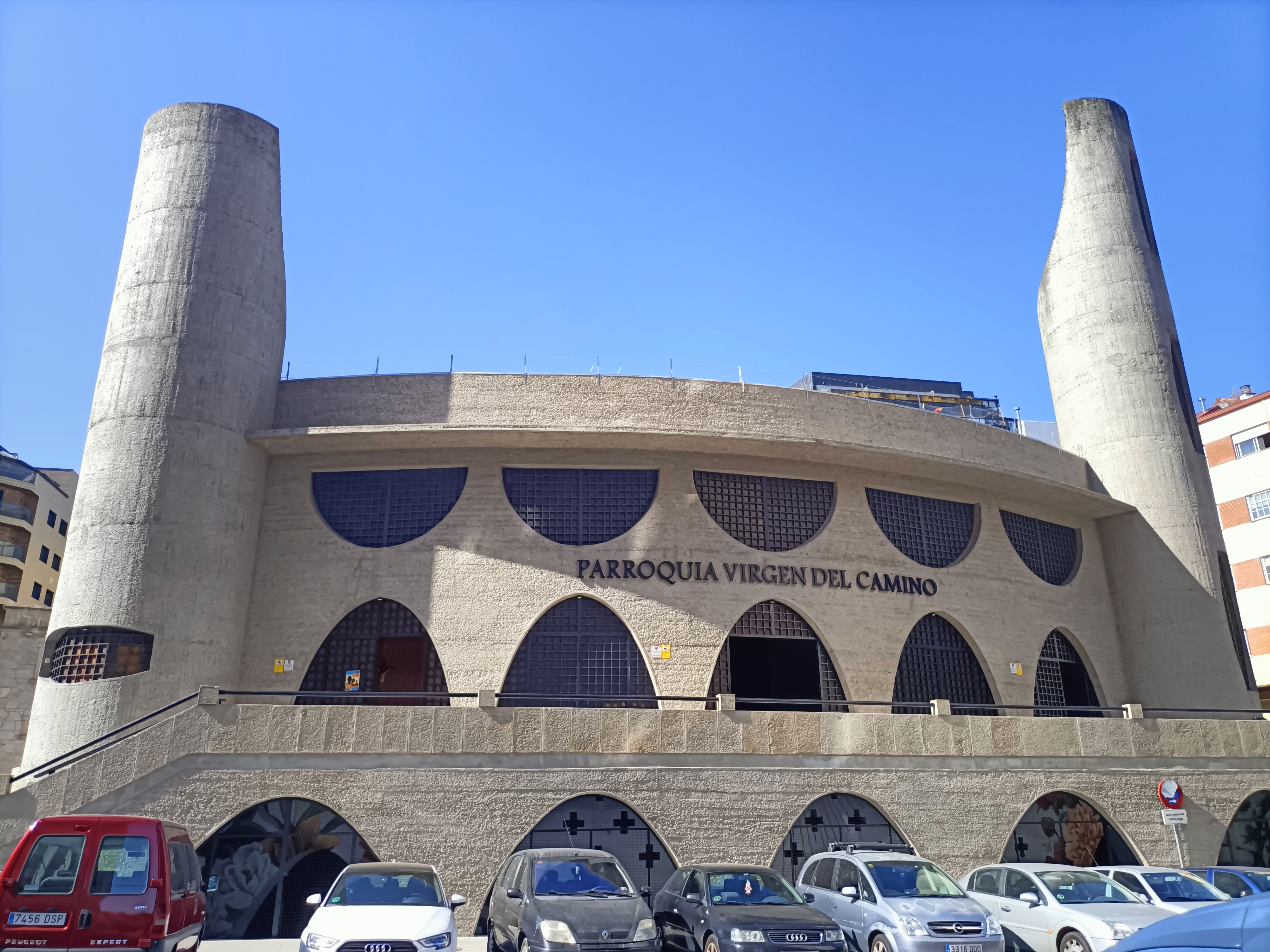
Fachada principal
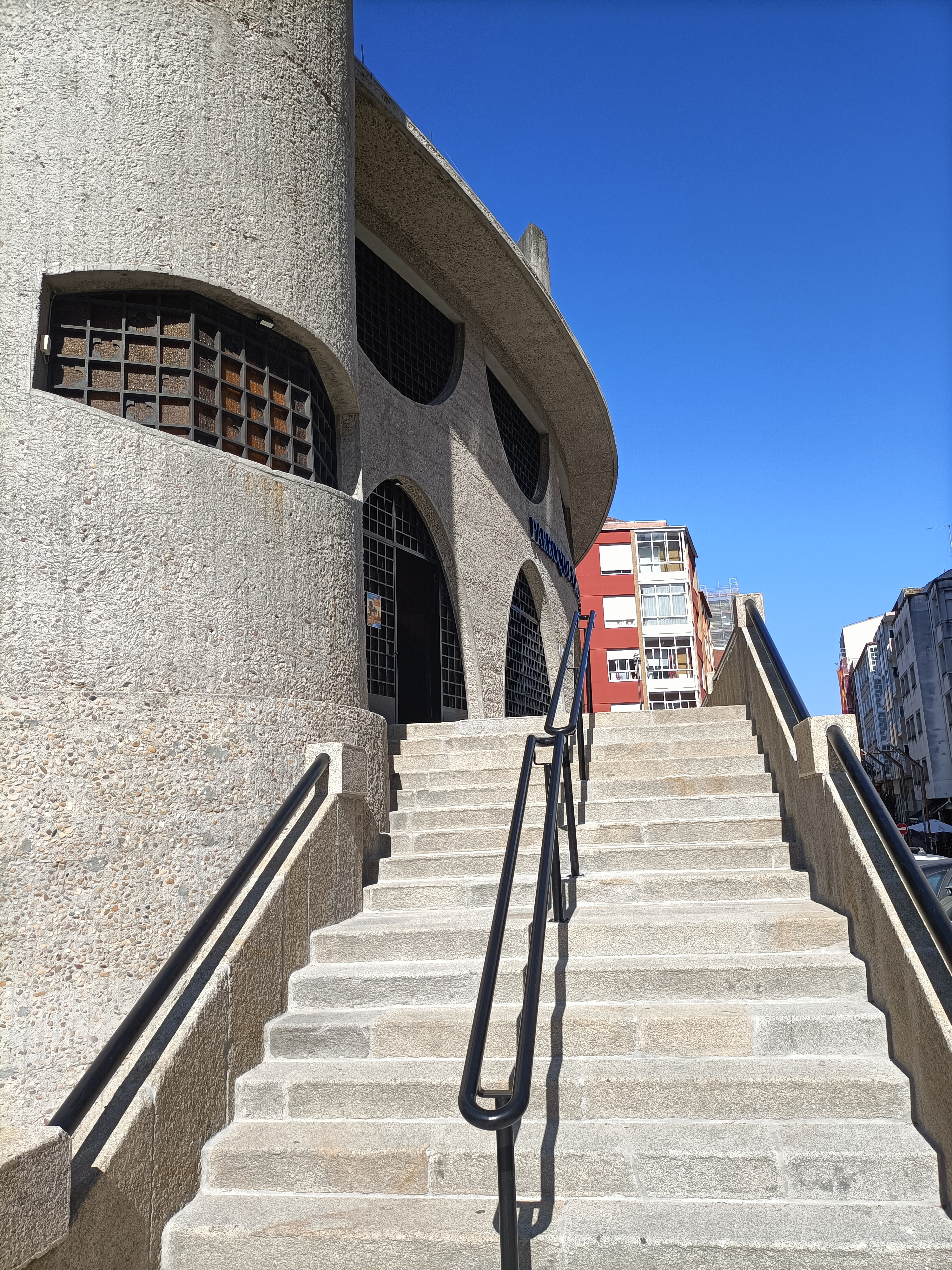
Escaleras de acceso a la entrada principal
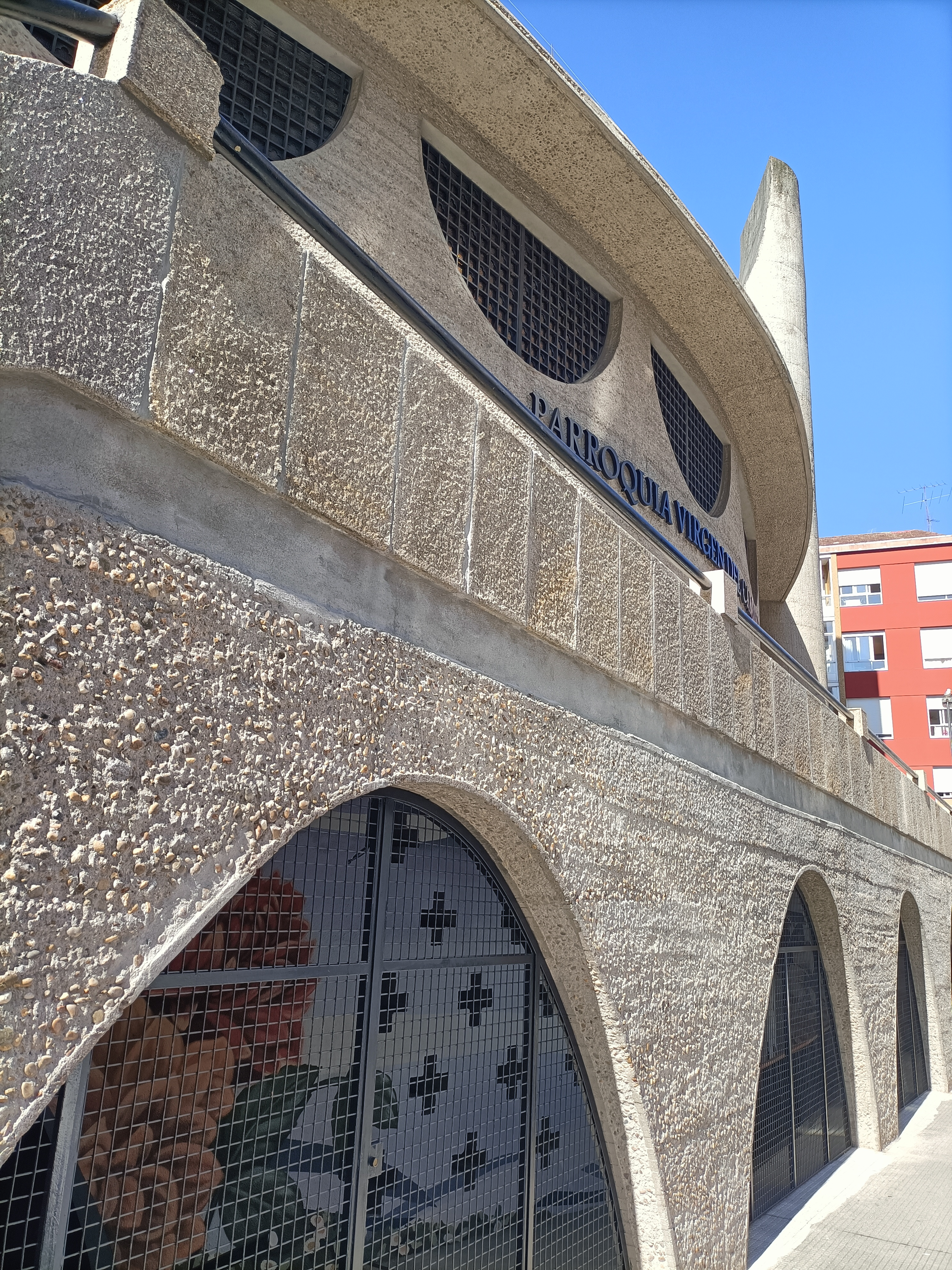
Arcos apuntados en la entrada al semisótano
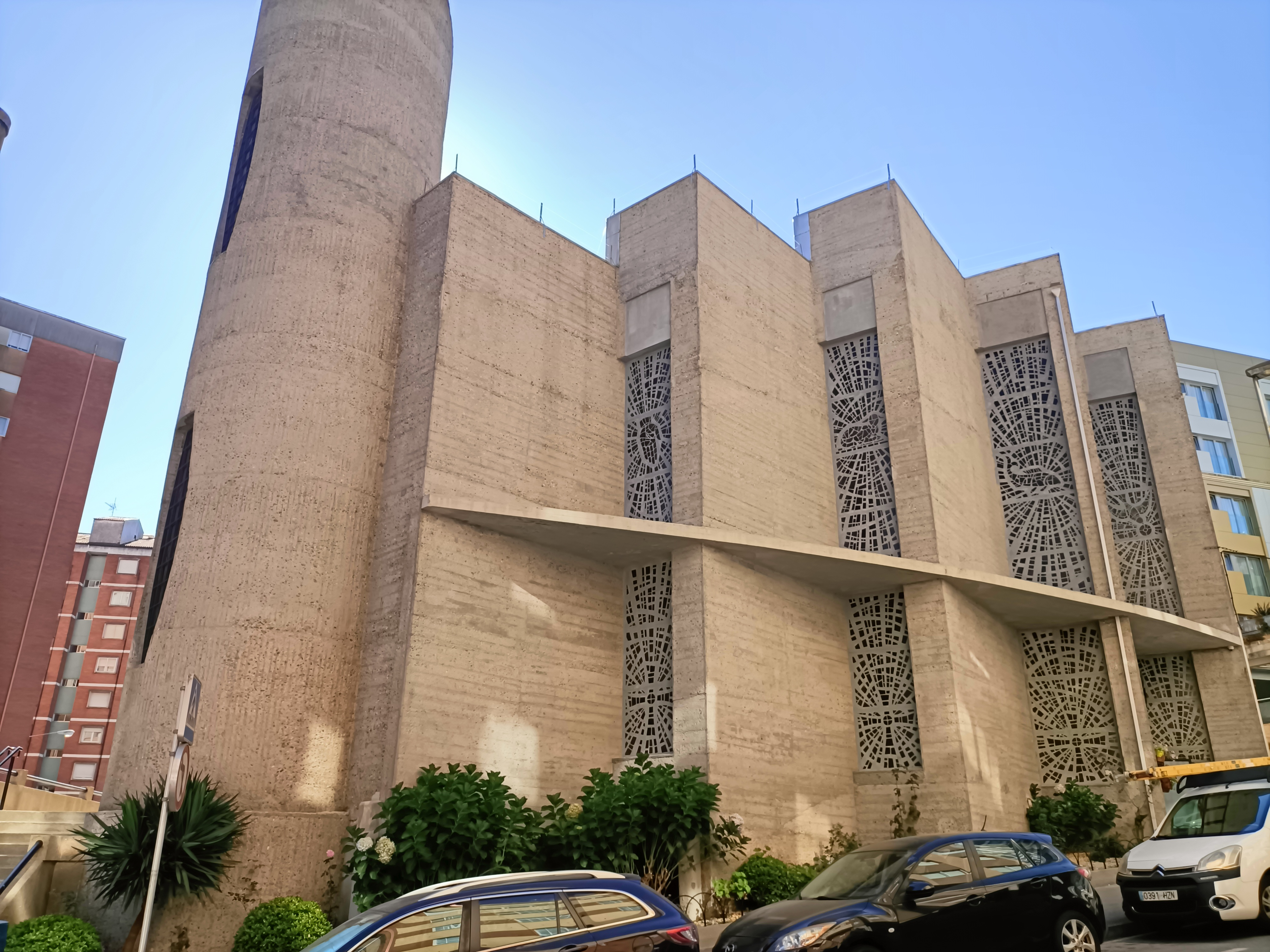
Fachada lateral derecha
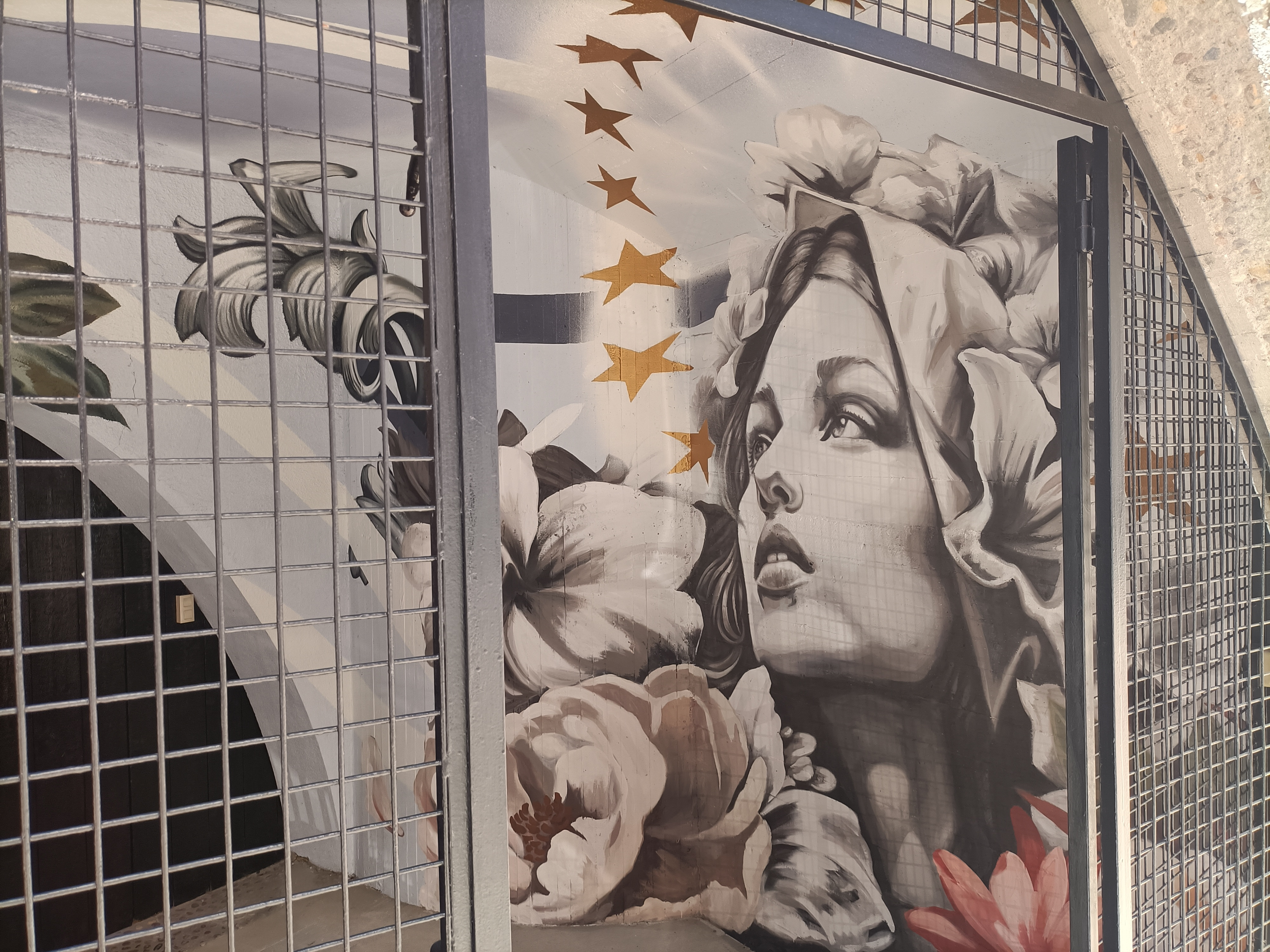
Virgen María del mural de Lula Goce
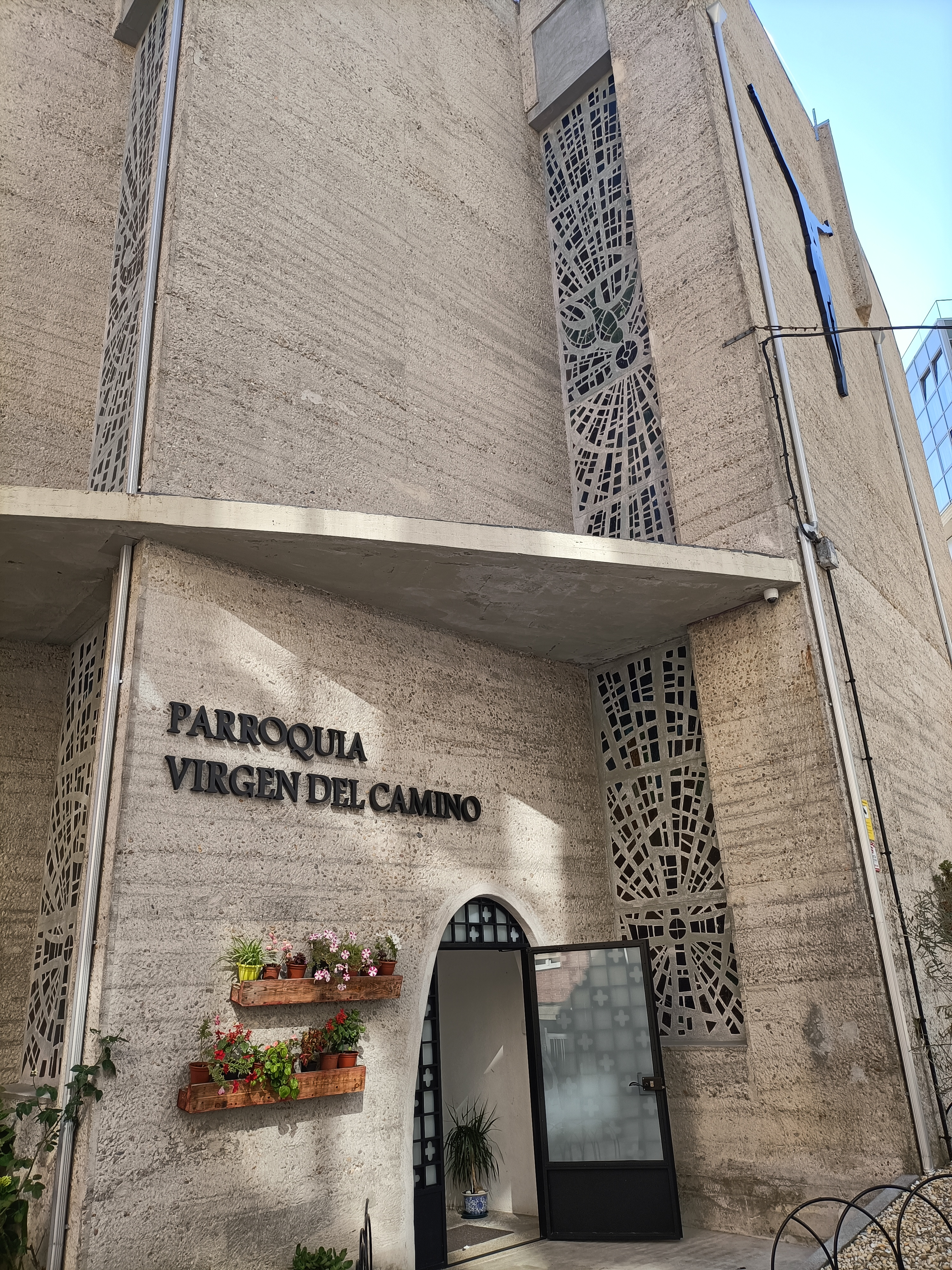
Entrada de la fachada lateral derecha
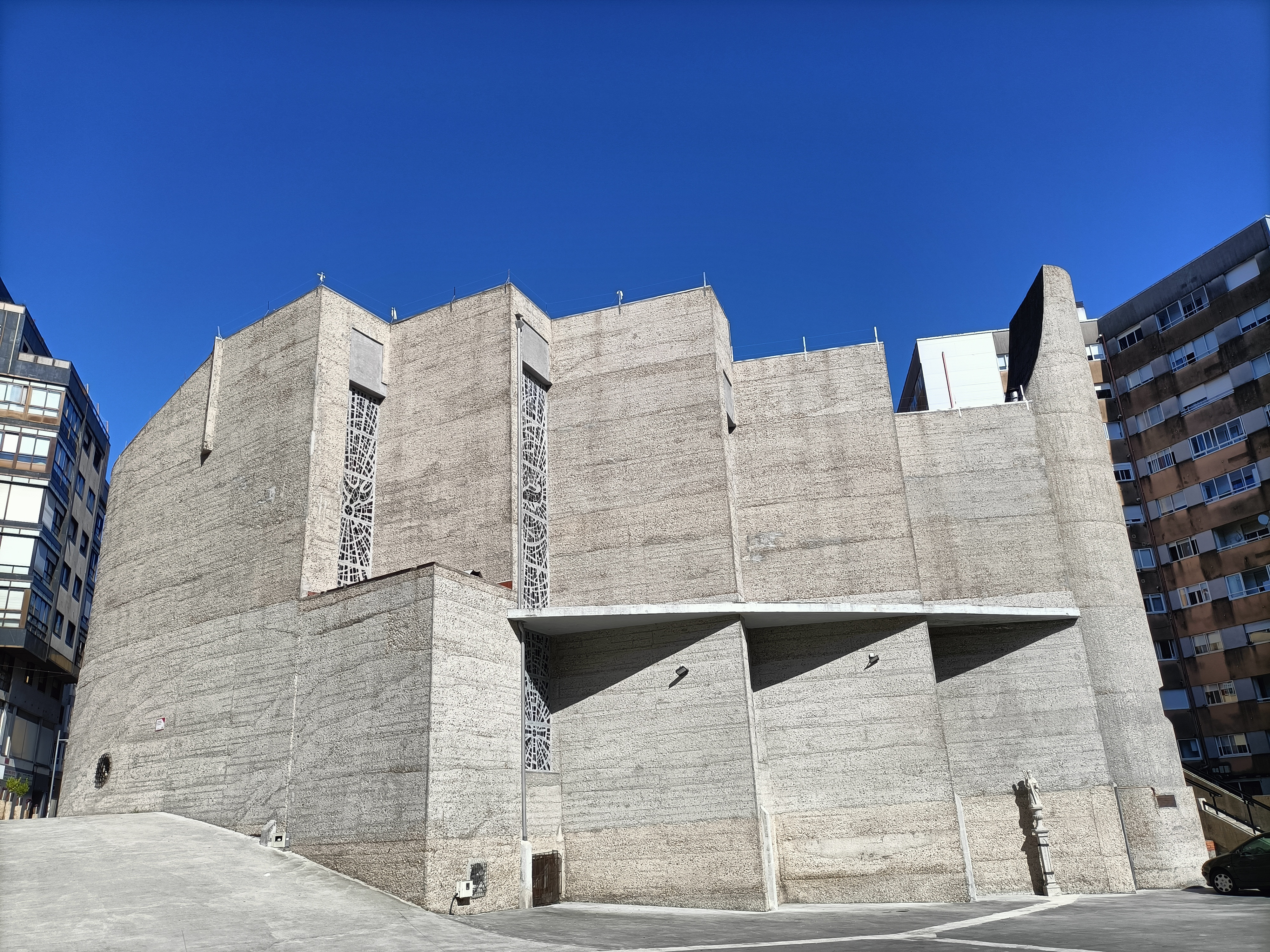
Parte de la cabecera y fachada lateral izquierda
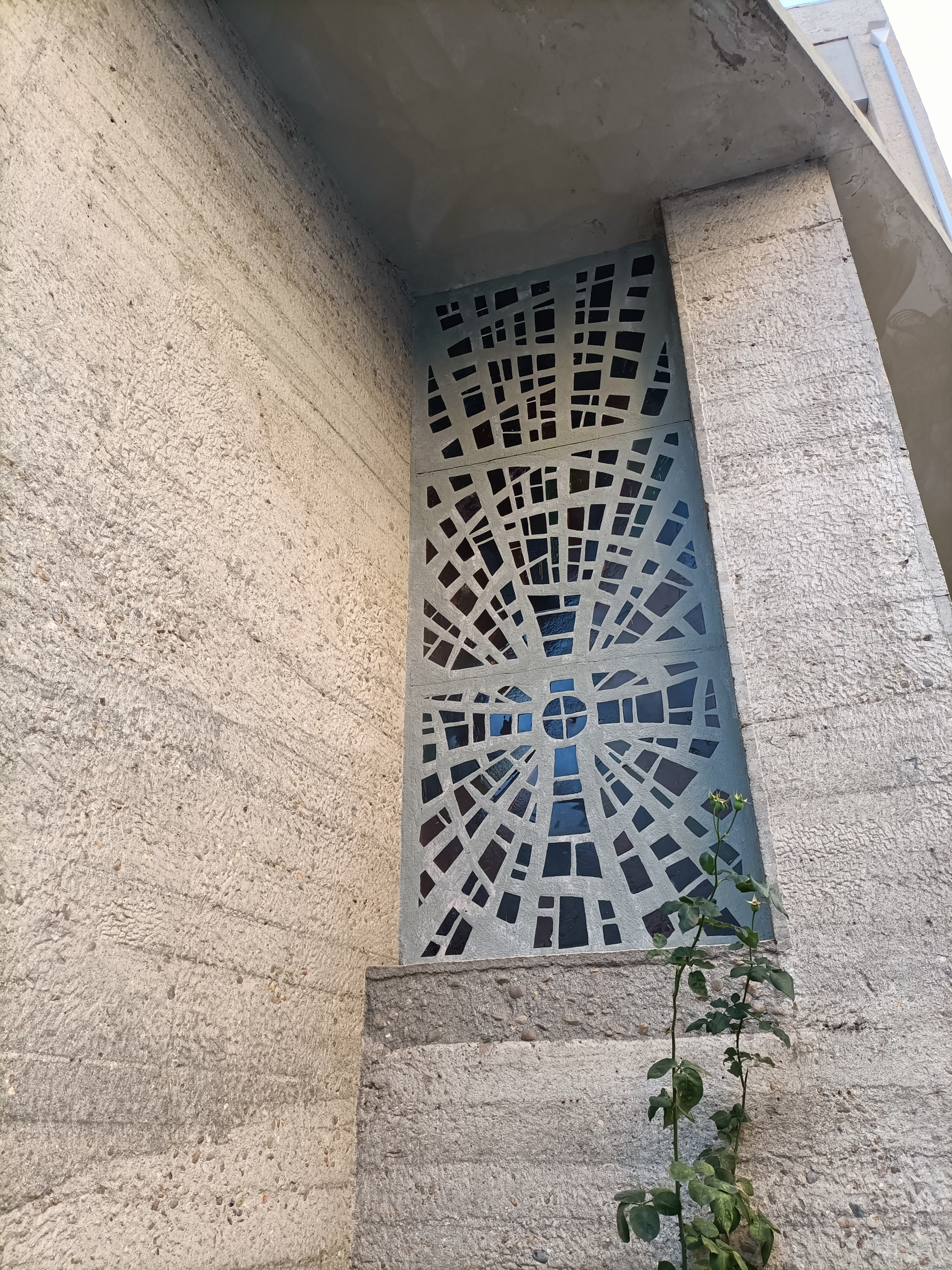
Detalle de una vidriera en la fachada lateral derecha
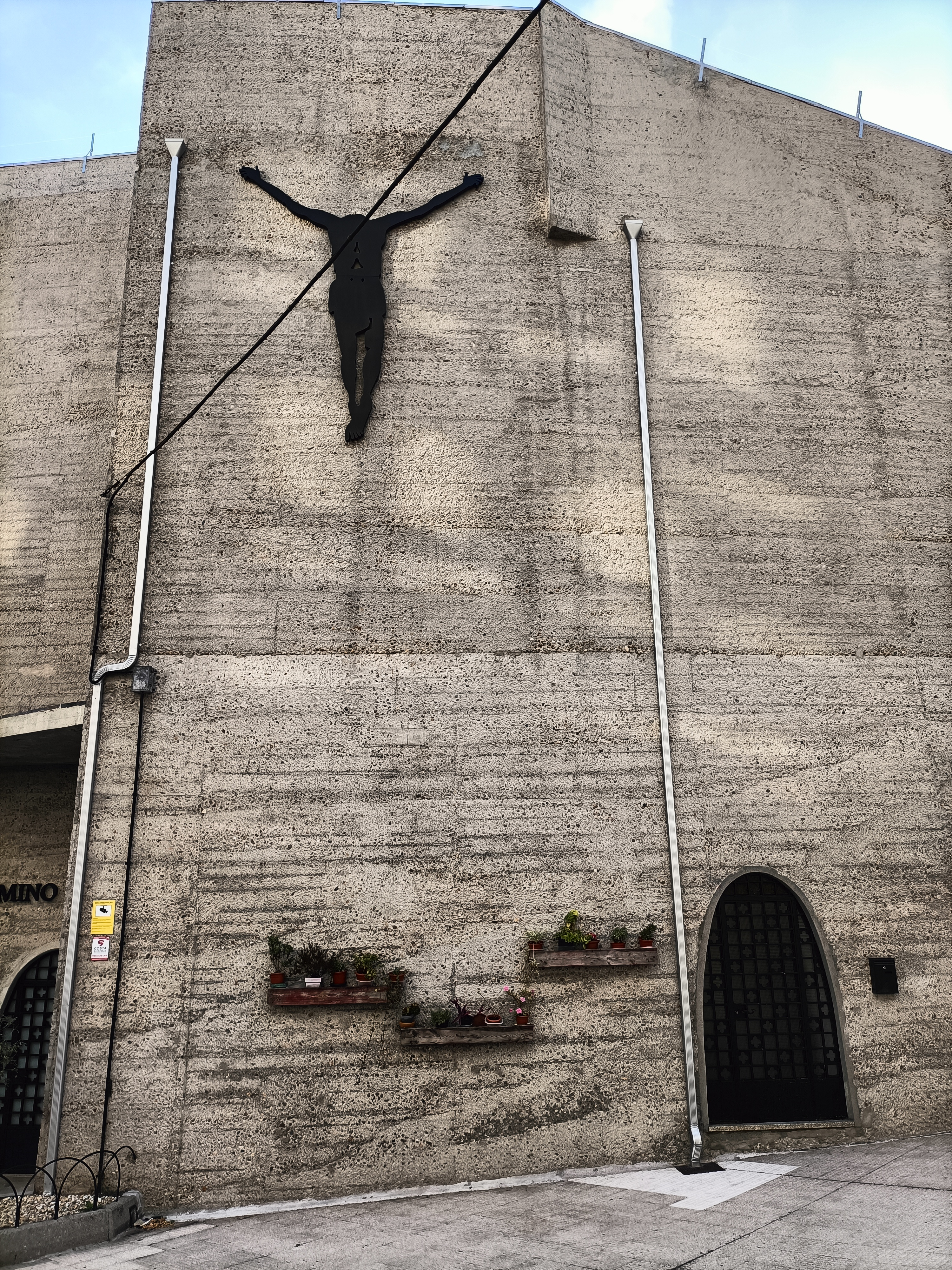
Cristo y puerta próximos a la cabecera en el lateral derecho de la iglesia